# 優越性の追及
優越性の追及（ゆうえつせいのついきゅう）は、心理学においての概念。

## 概要
これはアルフレッド・アドラーの心理学においての概念である。これによると人間というのは生まれたその時点においては無力感を持って生きているものの、それからはこの無力感から抜け出してより高い存在になりたいと思うものであるとのこと。このようになっているために、人々というのは現在よりも優れた存在になりたいと思いながら生きる存在とのことであり、このことのことをアルフレッド・アドラーは優越性の追求と呼ぶ。
アルフレッド・アドラーは他人からどう思われているかは気にするなとしているものの、他人の存在を無視しろとはしていない。これは優越性の追及というのは他人の存在を意識した上で相手に対して優越性を持ちたいというものであるということであり、他人に対して勝ちたいという意欲を持つということが大切であるとしているためである。だが優越性の追及である相手に勝つということは相手に嫌われるということでもある。そしてそこで負けた人に劣等感を抱かせるということにもなることから、勝つという行為は相手に不快感を与える行為ということでもある。
全ての人々を動機付けて、それらの人々が文化へ為すあらゆる貢献の源泉も優越性の追及からである。人間の生活の全てが、この優越性の追及に沿って下から上への進行しているということである。だが人間というのは優越性の追及をしようとも、人生というものはそう簡単には行かないもので、そこから劣等感を持つようになるわけである。つまり劣等感というのは優越性の追求をしようとも、それがかなわないために持つようになるものということである。だが劣等感を持っていることは、人類のあらゆる進歩のエネルギーとなるということでもある。
岸見一郎は、今日の優越性の追及は人類のあらゆる進歩の原動力にはなっていないとする。それは他者と比べて特別良くなろうとしているからで、これは本来の優越性の追及ではないとする。他社と競争するのではなくても他者の期待にこたえようとしているために、このことも本来の優越性の追及ではないとする。アルフレッド・アドラーはこのような本来の優越性の追及とは異なった特別良くなろうとすることを個人的な優越性の追及や優越コンプレックスという言葉で表す。
アルフレッド・アドラーは優越性の追及の説明では人間は下から上へと進行するとしていたのであるが、このことに対してアルフレッド・アドラーの仕事を引き継いだLydia Sicherは、この言葉を使うならば上下のイメージを喚起するということになると批判する。Lydia Sicherは、アルフレッド・アドラーの生きることは進化することでもあるとは上下ではなく前に向かっての動きであるとして、ここには優劣は無いとする。Lydia Sicherは、人間というのは皆がそれぞれの出発点から目標に向かって進んでいくということであり、地平を皆が先に進んでいくものであるとして、そこには自分よりも前に歩いている人もいれば後ろを歩いている人もいるし、速く歩く人もいれば遅く歩く人もいるとする。これらには違いはあるものの優劣は無いということを強調する。